# Wiktor Biegański
Wiktor Julian Biegański (ur. 17 listopada 1892 w Samborze, zm. 19 stycznia 1974 w Warszawie) – polski aktor teatralny, filmowy i telewizyjny, reżyser, scenarzysta i producent filmowy.

## Życiorys
Urodził się 17 listopada 1892 w Samborze, ówczesnym terenie w zaborze austriackim (ob. Ukraina w obwodzie lwowskim), w rodzinie Juliana, urzędnika kolejowego, i Kseni z Kamińskich (Kamieńskich). Ukończył Gimnazjum Św. Jacka i Szkołę Dramatyczną Michała Przybyłowicza w Krakowie. Od 1907 występował w przedstawieniach amatorskich. W teatrze zawodowym debiutował 16 lutego 1908 w Tarnowie, w dwóch rolach: studenta Blasa i prof. Żalskiego (Szkoła) w zespole objazdowym Eugeniusza Kalinowskiego. Od września 1908 zaangażowany do Teatru Miejskiego we Lwowie. Następnie był aktorem teatrów w Krakowie i Łodzi, gdzie zadebiutował jako reżyser teatralny.
W 1917 zorganizował Teatr Frontowy, na czele którego odwiedził polskich żołnierzy w austriackich jednostkach na froncie włoskim. W 1919 osiadł w Warszawie, z którą związał się przez następne 16 lat. Występował i reżyserował na deskach teatrów stołecznych, m.in. współpracował z Arnoldem Szyfmanem. Nie mogąc pogodzić pracy w teatrze i filmie, zawiesił pracę teatralną, do której powrócił w 1929. W latach 1932–1934 był wykładowcą w Państwowym Instytucie Sztuki Teatralnej. W 1935 przeniósł się do Krakowa i do 1938 pracował jako aktor i reżyser w Teatrze im. Juliusza Słowackiego.
Okres okupacji niemieckiej spędził w Krakowie, gdzie brał udział w tajnym nauczaniu gry aktorskiej i współpracował z konspiracyjnym zespołem kierowanym przez Adama Mularczyka. Po wojnie był aktorem i reżyserem teatrów w Krakowie, Katowicach, Wrocławiu, Gdańsku i Lublinie. Po powrocie do Warszawy grał i reżyserował w Teatrze Nowej Warszawy (1955–1956), a następnie występował na scenie Teatru Komedia, gdzie w 1965 przeszedł na emeryturę.
Występował również w słuchowiskach Teatru Polskiego Radia (1953–1969) oraz spektaklach Teatru Telewizji (1954–1963). Był członkiem zasłużonym SPATiF-ZASP. Pozostawił tom wspomnień Remanent życia starego aktora (opublikowany w 1969).
Dwukrotnie żonaty. Od 24 stycznia 1927 był mężem włoskiej aktorki filmowej i malarki Carlotty Bologna (1909–2001), z którą miał syna. Po rozwodzie z Carlottą, 30 stycznia 1964 poślubił Marię Krystynę Bernard z domu Szczudło.

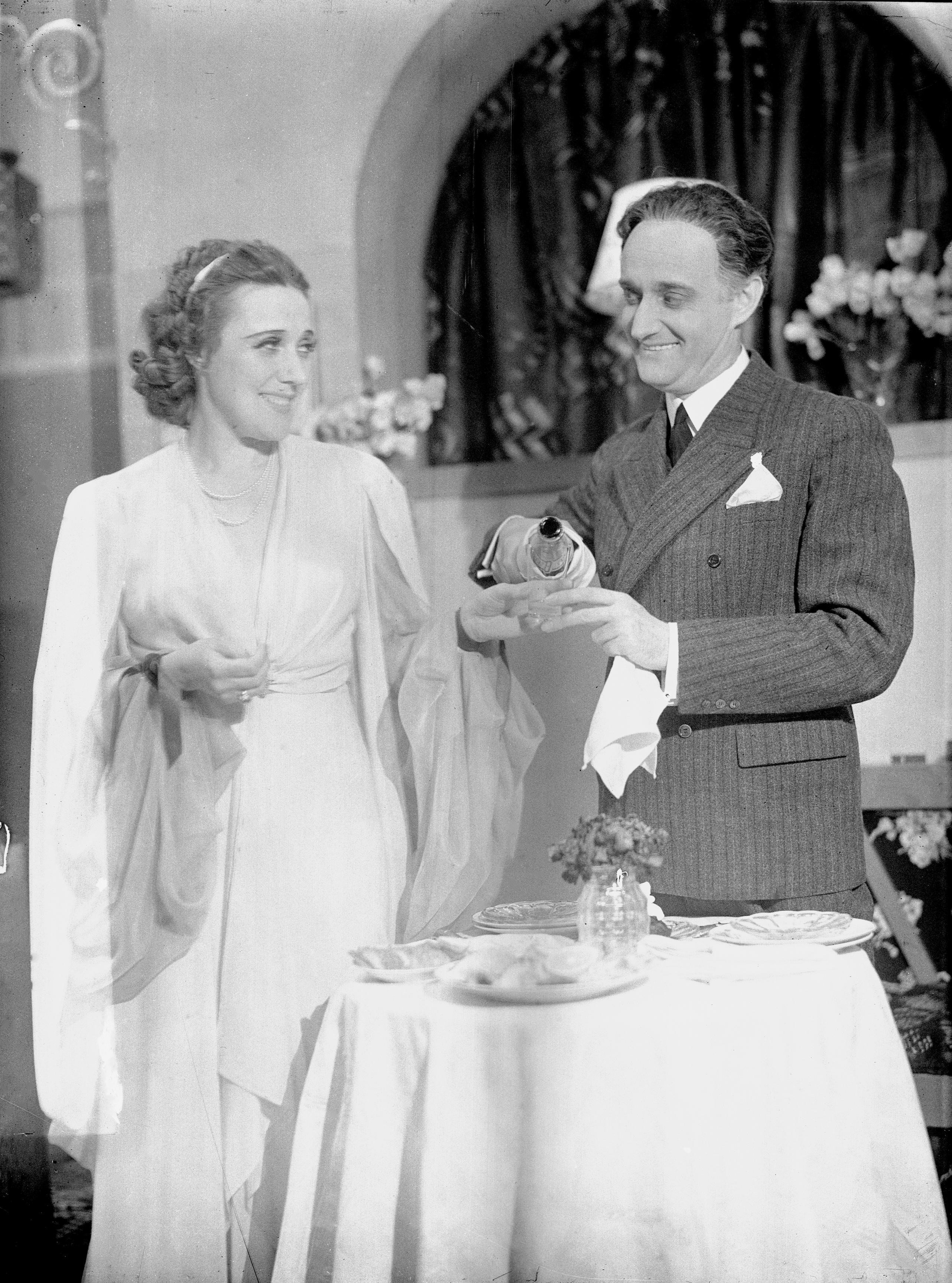
Zofia Jaroszewska i Wiktor Biegański w jednej ze scen przedstawienia Zakochana w Teatrze im. Juliusza Słowackiego w Krakowie (1936).

Pod koniec życia mieszkał w Domu Artystów Weteranów Scen Polskich w Skolimowie. Zmarł w Warszawie, pochowany na cmentarzu Powązkowskim (kwatera 56-2-16).

## Filmografia
Aktor:
- Dramat Wieży Mariackiej jako Rudolf (1913)
- Blanc Et Noir (1919)
- Carewicz jako carewicz (1919)
- Lokaj (1919)
- Tragedia Rosji i jej trzy epoki (1921)
- Przez piekło jako starszy robotnik Stanisław (1921)
- Otchłań pokuty jako Rysio, brat Mary (1923)
- Głos serca jako pan Ashmore (1931)
- Kobieta, która się śmieje jako dyrektor Brenton (1931)
- Bezimienni bohaterowie (1932)
- Dwanaście krzeseł jako profesor spirytysta (1933)
- Jego ekscelencja subiekt jako kierownik sklepu (1933)
- Zabawka jako Melicki, sąsiad Łatoszyńskich (1933)

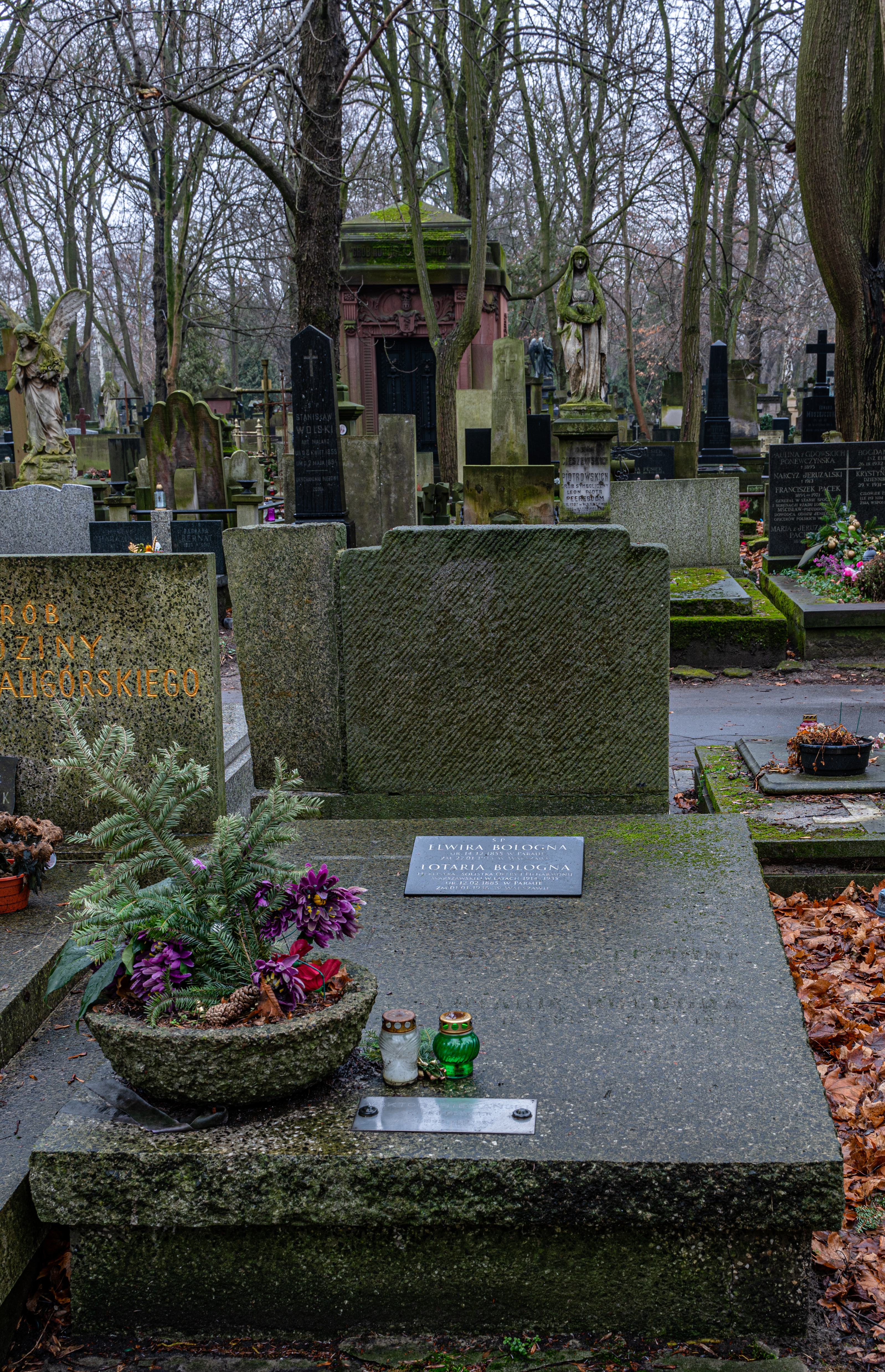
Grób Wiktora Biegańskiego na cmentarzu Powązkowskim

- Wiktor Biegański z żoną Carlottą i ich synem (1938).Grób Wiktora Biegańskiego na cmentarzu PowązkowskimCo mój mąż robi w nocy… jako doktor Diagnoziński (1934)

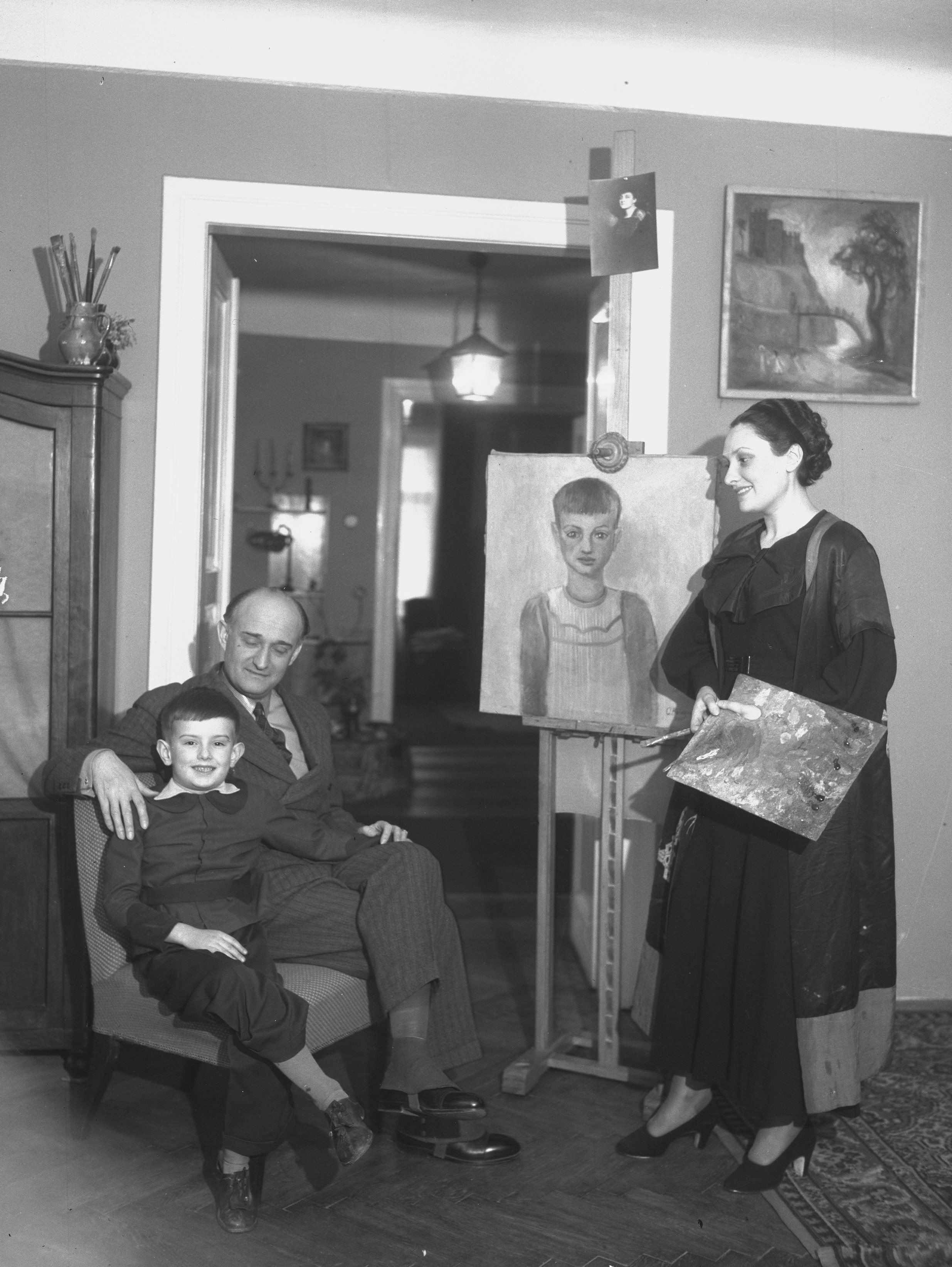
Wiktor Biegański z żoną Carlottą i ich synem (1938).

- Czarna perła jako dyrektor hotelu (1934)
- Młody las jako Żewakow (1934)
- Pieśniarz Warszawy jako Lolo, przyjaciel Juliana (1934)
- Jaśnie pan szofer (1935)
- Smarkula jako lekarz w szpitalu (1963)
- Przerwany lot (1964)
- Marysia i Napoleon jako arystokrata (1966)

Reżyser:
- Dramat Wieży Mariackiej (1913)
- Przygody pana Antoniego (1913)
- Pan Twardowski (1921)
- Zazdrość (1922)
- Bożyszcze. W sidłach uwodziciela (1923)
- Otchłań pokuty (1923)
- Wampiry Warszawy. Tajemnica taksówki nr 1051 (1925)
- Gorączka złotego (1926)
- Maraton Polski (1927)
- Orlę (1927)
- Kobieta, która grzechu pragnie (1929)

Scenarzysta:
- Dramat Wieży Mariackiej (1913)
- Przygody pana Antoniego (1913)
- Pan Twardowski (1921)
- Zazdrość (1922)
- Otchłań pokuty (1923)
- Wampiry Warszawy. Tajemnica taksówki nr 1051 (1925)
- Orlę (1927)
- Kobieta, która grzechu pragnie (1929)

Producent:
- Dramat Wieży Mariackiej (1913)
- Orlę (1927)
- Kobieta, która grzechu pragnie (1929)

## Teatr TV
- Bezbronna istota A. Czechowa w reż. E. Wodnar (1954)
- Humoreski A. Czechowa w reż. E. Wodnar (1954)
- Wizyta na małej planecie G. Vidala w reż. Cz. Szpakowicza (1958)
- Anonimy G. Vidala w reż. Cz. Szpakowicza jako generał Bell (1959)
- Bal manekinów B. Jasieńskiego w reż. Z. Hübnera (1961)
- Proces w Liege M. Marzyńskiego w reż. J. Gruzy (1963)
- Styks Z. Nienackiego w reż. J. Majewskiego (1963)

## Ordery i odznaczenia
- Krzyż Kawalerski Orderu Odrodzenia Polski
- Złoty Krzyż Zasługi (11 lipca 1955)[3]
- Medal 10-lecia Polski Ludowej (19 stycznia 1955)[4]

## Nagrody
- II nagroda na Festiwalu Polskich Sztuk Współczesnych za reżyserię oraz za rolę Matuszczaka w sztuce W stoczni Leopolda Rybarskiego w Teatrze Wybrzeże w Gdyni (1951)